# Lobeček
Lobeček je část města Kralupy nad Vltavou v okrese Mělník ve Středočeském kraji. Nachází se na severovýchodě Kralup nad Vltavou na pravém břehu Vltavy. Prochází zde silnice II/101. Lobeček je také název katastrálního území o rozloze 3,56 km².

## Historie
První písemná zmínka o vesnici pochází z roku 1389. V té době patřila obec proboštu svatovítské kapituly. V době husitských válek vesnice téměř zpustla. Od roku 1623 byl Lobeček v majetku Lobkoviců až do roku 1848.

## Obyvatelstvo
| Rok            | 1869 | 1880 | 1890 | 1900 | 1910 | 1921 | 1930  | 1950 | 1961 | 1970  | 1980  | 1991  | 2001  | 2011  | 2021  |
| -------------- | ---- | ---- | ---- | ---- | ---- | ---- | ----- | ---- | ---- | ----- | ----- | ----- | ----- | ----- | ----- |
| Počet obyvatel | 232  | 383  | 443  | 671  | 900  | 991  | 1 734 | 0    | 0    | 7 287 | 7 510 | 6 312 | 5 996 | 6 141 | 5 715 |
| Počet domů     | 27   | 45   | 53   | 81   | 130  | 159  | 338   | 0    | 0    | 689   | 667   | 701   | 722   | 744   | 765   |

## Obecní správa
Při sčítání lidu v letech 1850–1909 Lobeček byl osadou obce Nelahozeves v okrese Slaný. V letech 1910–1919 byl samostatnou obcí v okrese Slaný. Od roku 1919 je částí města Kralupy nad Vltavou, se kterým patřil nejprve do okresu Kralupy nad Vltavou, ale od roku 1960 v okrese Mělník.

## Galerie

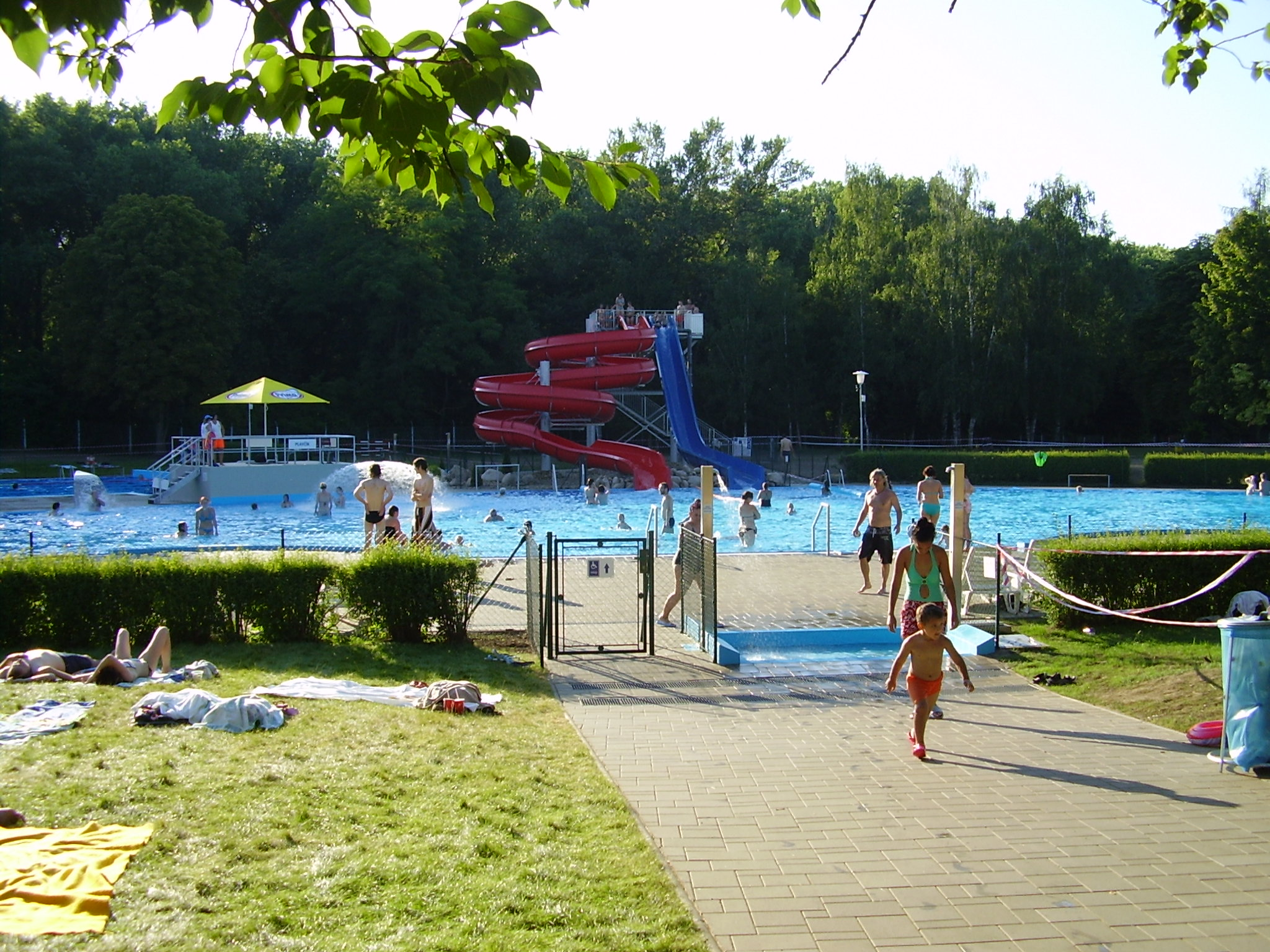
Městské koupaliště v Lobečku
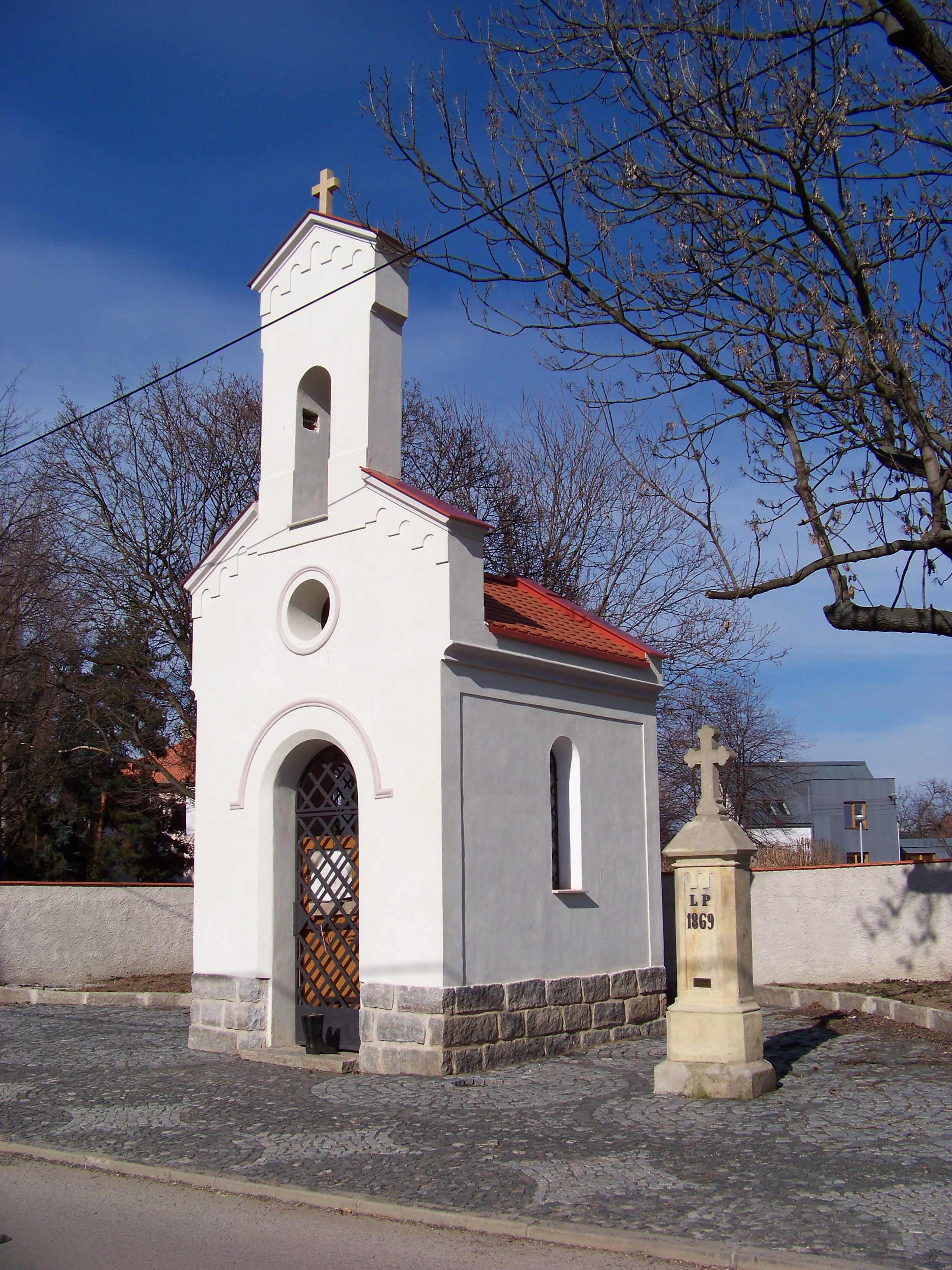
kaple a kříž, ulice Ve Starém Lobečku
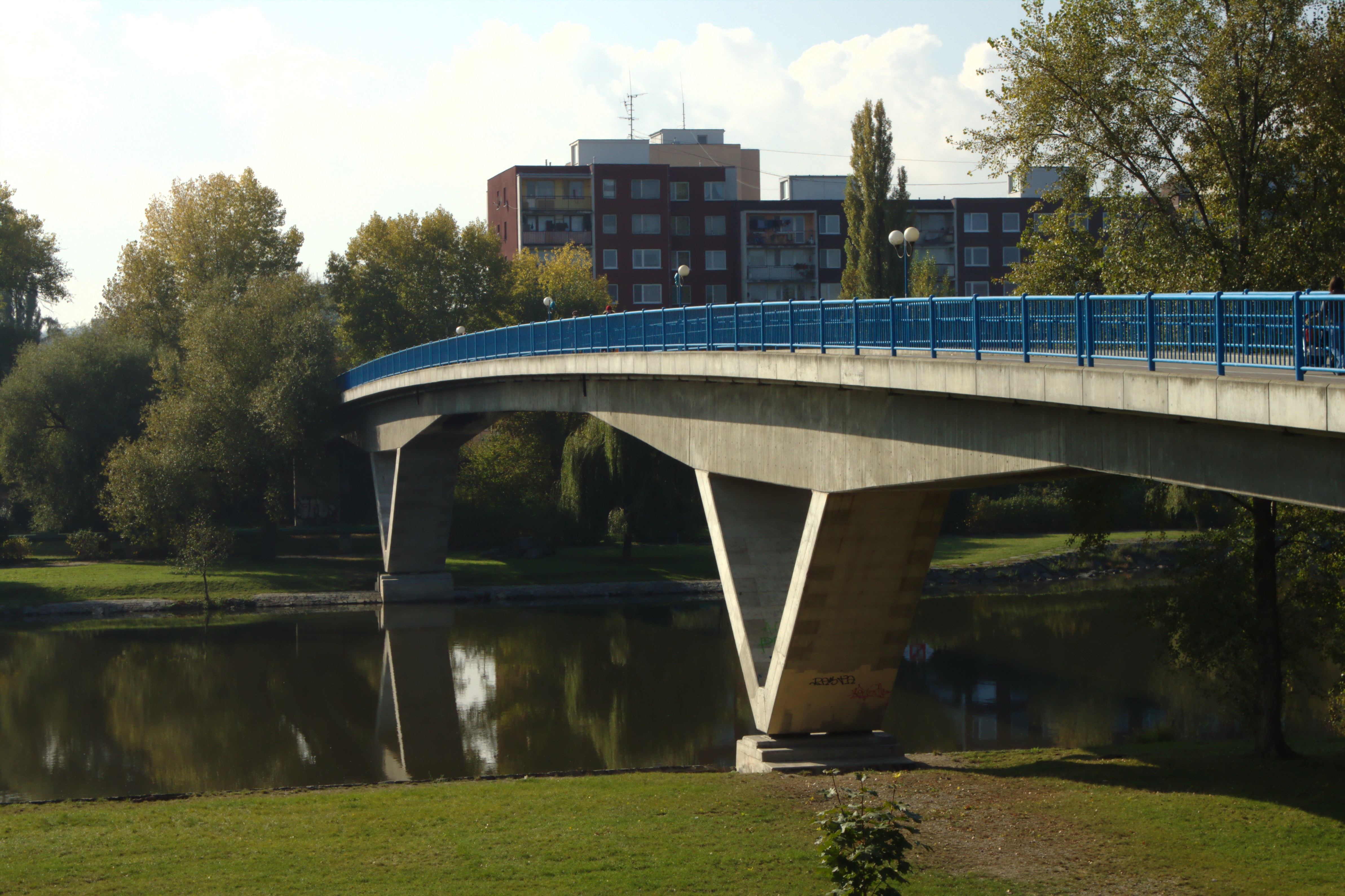
pěší lávka spojující centrum města a Lobeček